# 信州の地理山脈
信州の地理山脈（しんしゅうのちりさんみゃく）は、日本の地理学者・斎藤功が命名した、長野県（信州）出身の高名な地理学者らを指す言葉。斎藤が文化層序（ぶんかそうじょ）という概念を提唱するにあたり、彼らの研究水準の高さを称揚するとともに学風の継承・発展を行うために導入した用語である。信州地理アルプス・信州地理山脈・（信州の）地理学山脈とも称する。

## 名称の由来

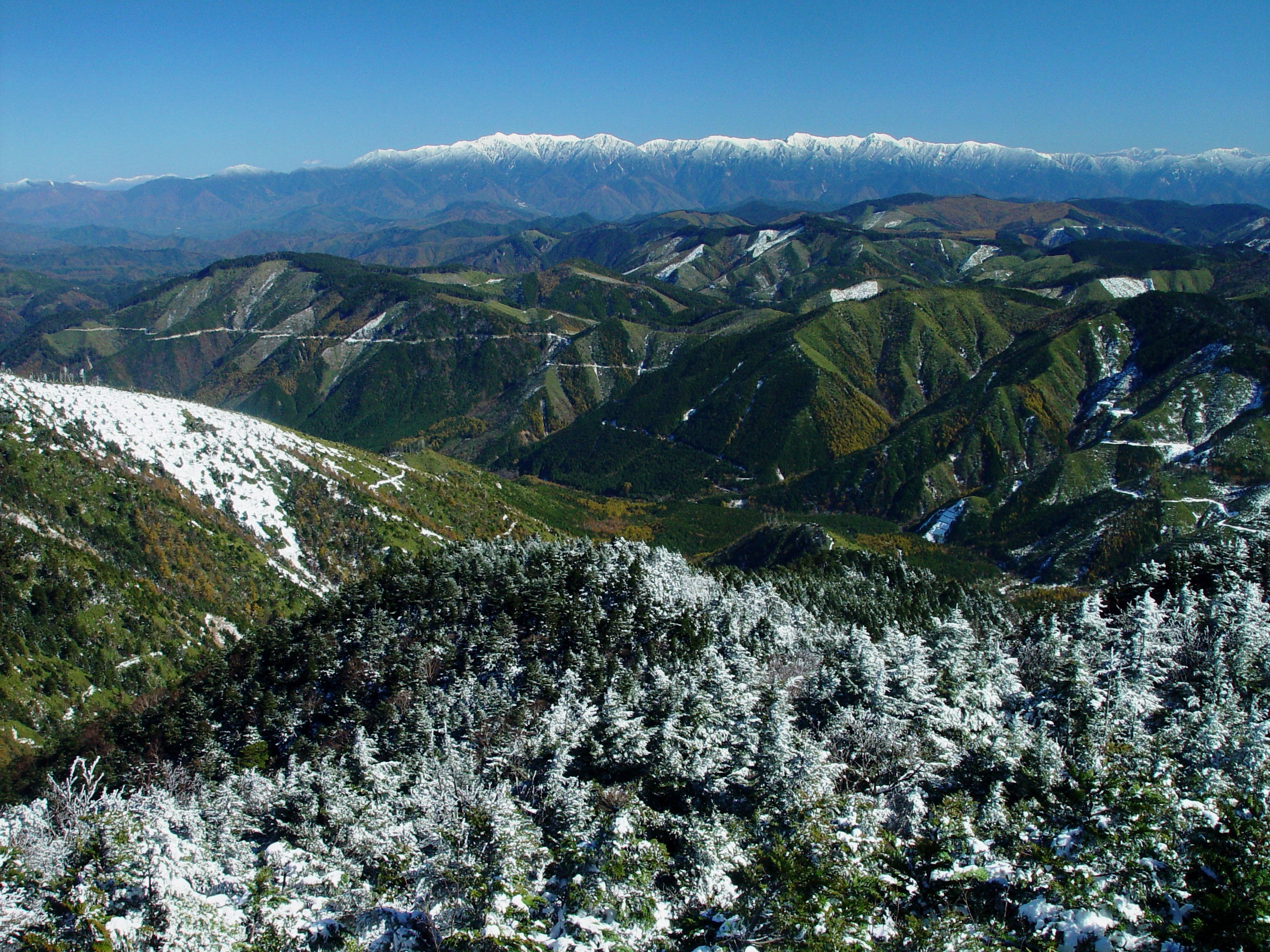
中央アルプス（木曽山脈）

高い山地・山脈が連なり、千曲川や木曽川など複数の河川の流域に盆地や谷底平野が形成された長野県では、盆地・谷底平野ごとに独自の人間活動が営まれ、地域性を生じた。多様な地域社会を1つの県としていることから、長野県は時に「信州合衆国」とも形容される。また長野県は教育熱心な県として知られてきた県でもある。江戸時代に寺子屋教育によって識字率が高かったことや、明治時代に小学校の就学率が高かったことを背景としており、教育熱心さを継承・発展してきた。
斎藤功は、長野県が多くの地理学者を輩出してきた県である理由として、上述のような地理的多様性と教育熱心さを指摘した。そして山地・山脈の多い長野県の地理的特性、長野県出身の地理学者の多さ、長野県出身の地理学者による研究水準の高さの3つをかけて、「信州の地理山脈」と名付けたのであった。斎藤は特に、三澤勝衛と市川健夫をその代表として挙げた。

## 命名者
命名者の斎藤功（1942-2014）は、昭和後期から平成期に活動した群馬県出身の地理学者である。農業地理学研究、特に博士論文の「東京集乳圏」研究で知られ、フィールドワークを重視した研究を行い、それぞれの学術雑誌が要求するよりも遥かに高水準の論文を寄稿した非常に誠実な研究者であった。
教師としての斎藤は、臨場感あふれる語り口調で授業がおもしろかったと評される。また斎藤が書く論文は「小説のような景観描写」を特徴としており、「信州の地理山脈」は斎藤ならではのユーモアある表現である。

## 地理山脈を構成する研究者
斎藤功が列挙した信州の地理山脈を構成する研究者は、三澤勝衛、市川健夫、矢ケ﨑孝雄、西沢利栄、立石友男、竹内淳彦の6人と、三澤の薫陶を受けた気候学者である佐々倉航三、矢澤大二の2人である。特に三澤と市川を信州の地理山脈の代表として挙げた。

### 三澤勝衛
三澤勝衛（みさわかつえ、1885-1937）は、大正後期から昭和初期に活動した地理学者である。最終学歴は高等小学校卒ながら文部省師範学校中学校高等女学校教員検定試験（文検）地理科に合格して旧制中学校の教員を務め、その傍らで太陽の黒点観測、卓越風などの小気候、景観論、風土、地理教育など多岐にわたる研究を行った。小田内通敏、辻村太郎、田中啓爾といった大学で教鞭を執る一線の地理学者と学術的交流があったものの、三澤はほとんど独学で研究を進め、その成果は大学教授にも勝るものであった。
人文地理学的な研究の中では、1926年に『地理学評論』へ掲載された「諏訪製糸業の地理学的考察」が最良であると斎藤は評する。三澤の人文地理学的研究は最終的に辻村らの景観論や田中らの地誌学派を離れ、風土論に至った。大気と大地の接触面で展開する諸現象の相互作用により形成された有機体を「風土」と呼び、風土産業（風土に調和した産業）の振興と風土生活（風土に即した生活）を営むべきとした。また地理教育の題材となるのは大気と大地の接触面であるから、生徒にとって身近な郷土を題材とすべきと説いた。

### 市川健夫
市川健夫（いちかわたけお、1927-2016）は、昭和中期以降から平成末期まで活動した地理学者である。長野県須坂西高等学校に赴任して以来、長野県で割地慣行やリンゴ産地の研究をしていたが、田中啓爾の指導を受け中央高地の高冷地研究に専念した。その後日本全国、更にモンゴルや中国の新疆ウイグル自治区・雲南省へ対象を拡大し、「ブナ帯文化」、「青潮文化」という語を提唱した。

## 文化層序

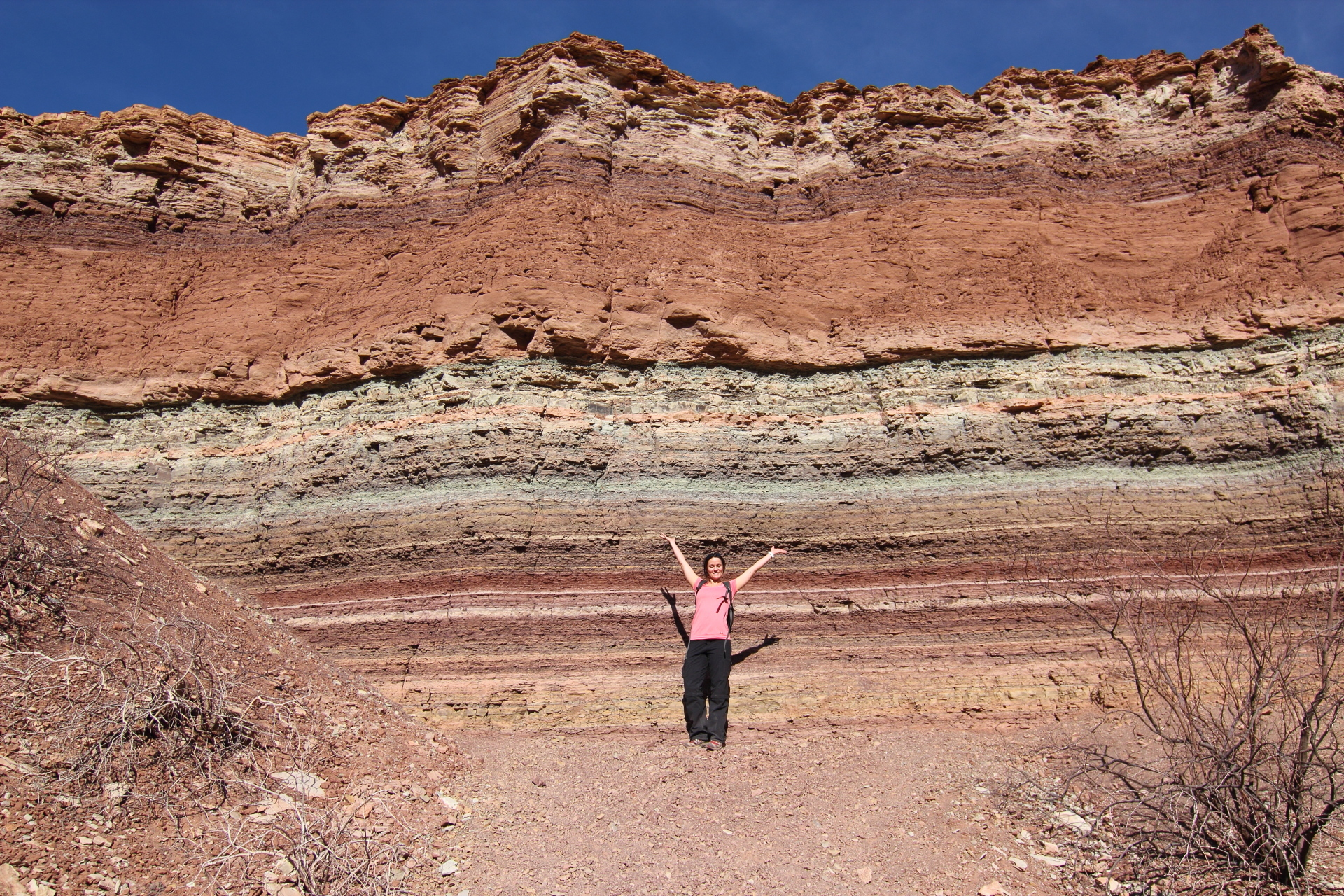
地層の例（アルゼンチン）

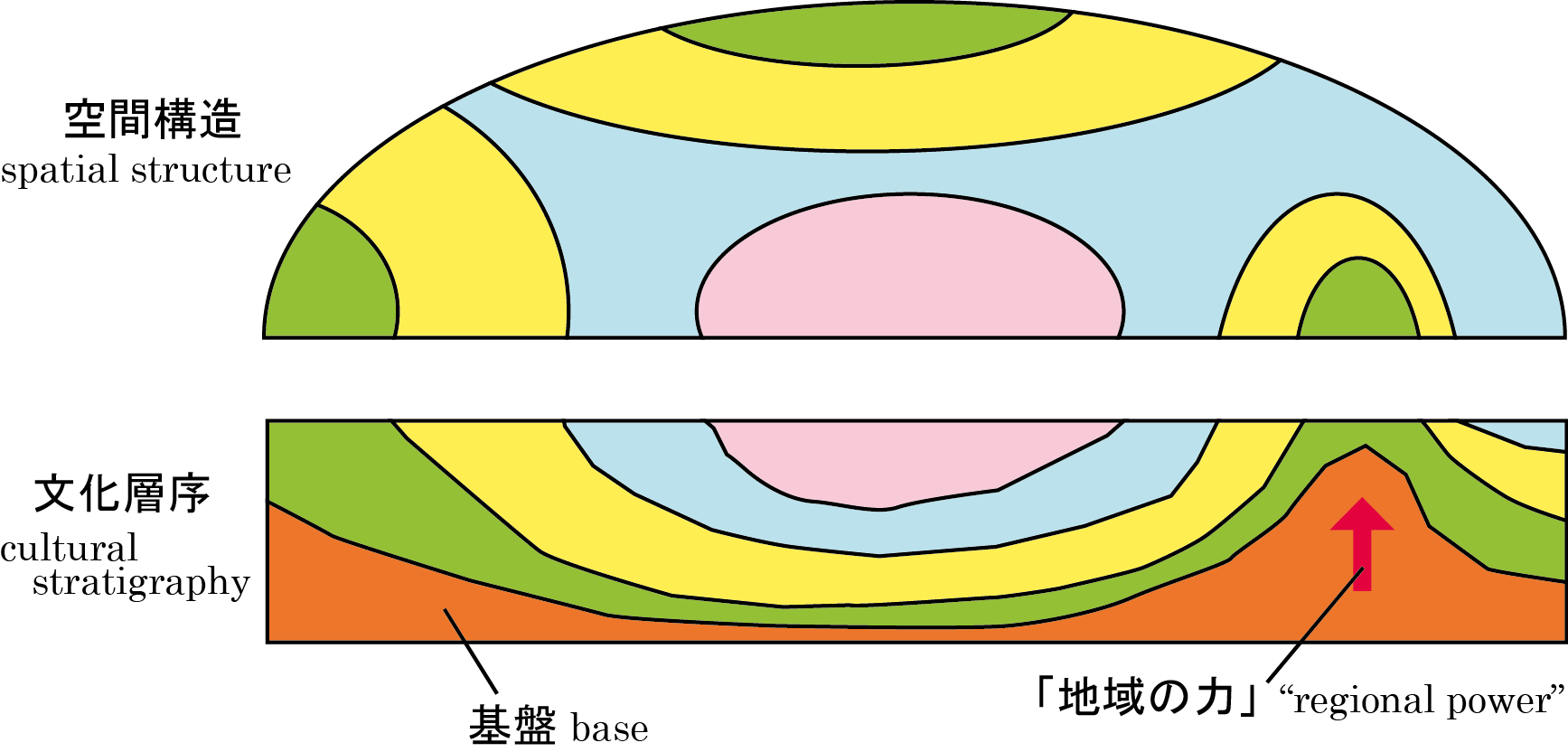
文化層序の概念図

斎藤功は、信州の地理山脈を代表する三澤勝衛と市川健夫、長野県で研究を行ったことのある田中啓爾の三者に共通する研究上の共通点として、徹底的なフィールドワークの実施、さまざまな地理的要因から統一性を見い出す識見（一定の秩序を見い出すシステム論的分析）、歴史的経緯の重視の3点を列挙した。続いて三澤と市川の八ヶ岳山麓の研究と三澤・市川・田中の松本盆地の研究を例にとり、それらの研究水準の高さと地域研究のおもしろさ・奥深さを称賛した。それらを踏まえた上で、田中の「地位層」（地理的現象を歴史的発展段階によって初象・顕像・残象に区分したもの）を基礎として、三澤の「風土」や「風土産業」の考え方を地域生態として継承・発展させ、文化層序の概念を提示した。
斎藤は、ある時代の植物や花粉が池に堆積して地層を成すように、ある時代の文化が地域に何らかの痕跡を残すと考え、それを文化層序と呼んだ。「何らかの痕跡」には地域に残る建造物、書物、文化財などが挙げられる。言い換えれば、「多くの文化が時代を経るごとに地層のように堆積した状態」が文化層序であり、「地域生態の発展として『地域性』や『空間的特色』を時間的、空間的側面から同時にみる見方」が文化層序である。斎藤は別の論文で、より単純に「産業の推移・重なり合い」と定義している。
また地層がマグマによる熱で変性したり、褶曲したり断層を生じたりするように、文化層序も、三澤の言うところの「地域の力」によって変性したり、地表面に現れる文化層が地形や戦争、景気変動などで曲げられたり断絶したりすることがある。ただし産業の空洞化やグローバル化によって文化層序は見えにくく、捉えにくくなっていると斎藤は述べている。
斎藤が文化層序を提唱した著書『中央日本における盆地の地域性』について大嶽幸彦は「斎藤地誌学の集大成といえる」、筒井一伸と今里悟之は「田中啓爾以来の地誌学の伝統を受け継ぐ研究」と評している。なお斎藤による文化層序の初出は『中央日本における盆地の地域性』ではなく、2005年（平成17年）に呉羽正昭・藤田和史と共著で発表した論文「下諏訪における工業的土地利用の文化層序」である。